# كروتوني

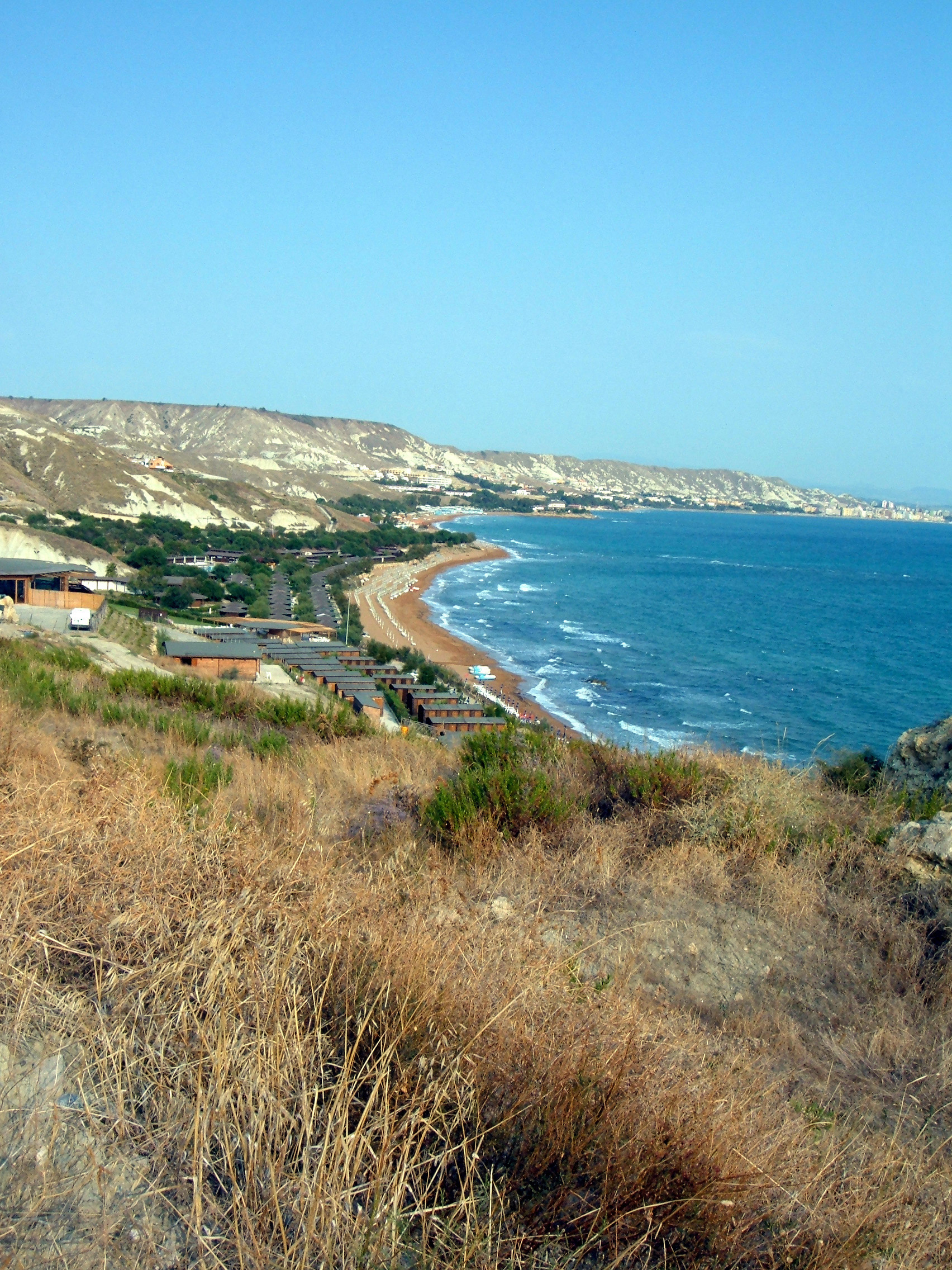

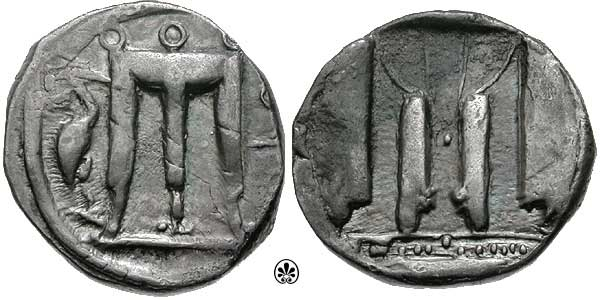
عملة تعود إلى 480–460 قبل الميلاد

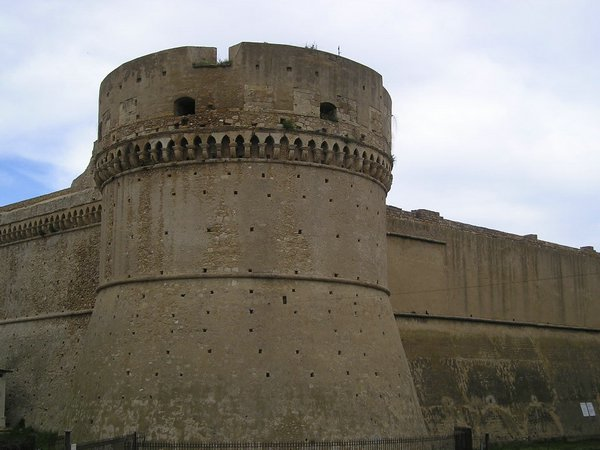
قلعة كارلو الخامس

قطرونة أو (نقحرة: كروتونه) (بالإيطالية: Crotone)‏، مدينة جنوب إيطاليا في شرق إقليم قلورية مطلة على البحر الأيوني قرب مصب نهر إزارو، عاصمة مقاطعة قطرونة، عدد سكانها 60.517 نسمة.

## السكان
في سنة 1861 بلغ عدد السكان 5٬945 نسمة، وتطور العدد ليصل في سنة 2011 لـ 58٬881 نسمة.
يظهر هذا المخطط البياني تطور النمو السكاني لـ قطرونة

## التاريخ
لطالما كانت قطرونة واحدة من أكثر مدن Magna Graecia (مستعمرات الإغريق جنوب إيطاليا) ازدهاراً. اشتهر سكانها بقوتهم البدنية وببساطة اعتدال عيشتهم. منذ عام 588 ق.م وما بعده، أنجبت قطرونة أجيالاً عديدةً من أبطال في الألعاب الأولمبية وغيرها من الألعاب اليونانية، أشهرهم ميلو الكروتوني. ووفقا لهيرودوت فإن أطباء قطرونة كانوا يعدون الأبرز بين الإغريق. أسس فيثاغورس مدرسته الفيثاغورسيون بقطرونة في حوالي عام 530 ق.م. من بين تلاميذه أحد أوائل الأطباء المنظّرين ألكميون الكروتوني، والفيلسوف وعالم الرياضيات والفلكي فيلولاوس. اكتسب الفيثاغورسيون نفوذا إلى جانب المجلس الأعلى المكون من ألف عضو والذي يحكم المدينة. كانت مدينة سيباريس منافسة لقطرونة حتى عام 510 ق.م، عندما أرسلت قطرونة إليها جيشا قوامه مائة ألف رجل بقيادة الملاكم ميلو، فَدَمّر سيباريس. بعد ذلك بوقت قصير، وقع عصيان مسلح، وطُرد الفيثاغوريون وأُنشاءت ديمقراطية.
في عام 480 قبل الميلاد، أرسلت قطرونة سفينة لدعم الإغريق في معركة سالامينا، بيد أن انتصار لوكري وريجيوم على قطرونة في السنة نفسها شكل بداية انحدارها. وحلت محلها إراكليا مقراً رئيسياً في العصبة الإطاليوتية. استولى ديونيسيوس الأول طاغية سيراقوسة على قطرونة في سنة 379 قبل الميلاد، هادفاً إلى الهيمنة على ألمانيا غرايسيا، وأمسك بها اثني عشر عاما. ثم احتلها البروتيون، باستثناء القلعة التي لجأ إليها كبير السكان ؛ ولعجز هؤلاء عن الدفاع عن المكان ضد قوات القرطاجيين، سُمِح لهم بالانسحاب إلى لوكري بمجرد استسلامهم.
في سنة 295 قبل الميلاد، سقطت قطرونة في يد طاغية سيراقوسي آخر هو أغاثقلس. لمّا غزا بيروس الإبيري إيطاليا (280-278، 275 قبل الميلاد)، كانت قطرونة ما تزال مدينة مُعتبرة، بأسوار طولها اثني عشر ميلاً، ولكن بعد الحرب البروسية صارت نصف المدينة مهجورة. ما تركه سكانها قُدّم إلى روما سنة 277 قبل الميلاد. بعد معركة كاناي في الحرب البونيقية الثانية (216 قبل الميلاد)، تمردت قطرونة على روما، وجعلها حنعبل مقره الشتوي لمدة ثلاث سنوات ؛ ولم تستعد حتى سنة 205 أو 204 قبل الميلاد. في عام 194 قبل الميلاد أصبحت مستعمرة رومانية. سُمع القليل عنها خلال الفترتين الجمهورية والإمبراطورية، رغم أن أحداث واحدة من أهم القطع الباقية من عمل بترونيوس الساتيريكون وقعت في قطرونة.
حاصر توتيلا ملك القوط الشرقيين المدينةَ دون جدوى حوالي العام 550. ثم أصبحت لاحقاً جزءاً من الإمبراطورية البيزنطية. فتحها المسلمون حوالي العام 870 الذين سموها (أقروطونة). وشن بعد أكثر من مائة سنة أوتو الثاني حملة على جنوب إيطاليا لطردهم وللحد من سلطة البيزنطيين، بيد أن الجيش الكلبي هزمه قرب قطرونة في الثالث عشر من يوليو عام 982. ثم استولى عليها النورمان. بعد ذلك تبعت مملكة نابولي - بما في ذلك فترة الحكم الأسباني التي يشهد عليها قلعة شارل الخامس العائد إلى القرن السادس عشر والمطلة على قطرونة الحديثة - ثم خليفتها مملكة الصقليتان، والتي استولت عليها مملكة سردينيا في عام 1860، فدُمجهت في مملكة إيطاليا الجديدة سنة 1861.
ساهم موقع قطرونة بين مينائي تارانتو وميسينا فضلا عن قربها من مصدر الطاقة الكهرومائية بتطورها الصناعي خلال الفترة ما بين الحربين العالميتين. تضاعف عدد سكانها خلال الثلاثينات. ولكن أهم شركتين محليتين إنهارتا. وبحلول أواخر الثمانينات كانت قطرونة في أزمة اقتصادية بفقدان الكثيرين من سكان لوظائفهم ورحيلهم للبحث على عمل في مكان آخر. ووجّه الطوفان ضربة قاسية أخرى إلى معنويات المدينة في عام 1996. منذ تلك اللحظة والمدينة تشهد تجديداً حضرياً ورفعاً من مستوى المعيشة.

## توأمة المدن
هناك اتفاقيات توأمة بين قطرونة مع مدنٍ أُخرى، وهي:
| آسيا | - فلسطين - بلدية سلفيت - الضفة الغربية. |